# Joanna Hoffman
Pour les articles homonymes, voir Hoffman.
Joanna Karine Hoffman travaille pour la société informatique Apple dans les années 1980, où elle a fait partie de l’équipe chargée du développement du Macintosh (sorti en 1984). Avant d’être recrutée comme le 5e membre de l’équipe par Jef Raskin, en septembre 1980, elle était physicienne et archéologue. Elle est la seule commerciale à être restée plus d’un an dans l’équipe, et elle a apporté plusieurs contributions importantes, dont la première ébauche du Guide de l’interface utilisateur Apple. On lui doit surtout l'idée d'isoler les textes affichés par une application (libellés, menus, messages) afin de permettre leur traduction sans avoir à les chercher dans le code du programme lui-même. Plus personne ne fait autrement depuis.

## Vie privée
Fille de Jerzy Hoffman, elle a épousé un autre membre de l’équipe Macintosh, le Français Alain Rossmann.

## Culture populaire
En 2015 dans le film Steve Jobs réalisé par Danny Boyle, son rôle est interprété par Kate Winslet.